# Siegfried Trotnow
Siegfried Trotnow (25. ledna 1941, Skřečoň – 5. dubna 2004, Erlangen) byl německý gynekolog; byl průkopníkem in vitro fertilizace v Německu.
Narodil se do německé rodiny, která se roku 1940 přistěhovala do horního Slezska z Volyně.
Roku 1980 byl jmenován profesorem.
Jeho bratrem byl historik Helmut Trotnow.